# Agapophytus flavicornis
Agapophytus flavicornis är en tvåvingeart som beskrevs av Mann 1929. Agapophytus flavicornis ingår i släktet Agapophytus och familjen stilettflugor. Inga underarter finns listade i Catalogue of Life.